# イティル
イティル（Itil）、またはアティル（آتل Ātil）は8世紀半ばから10世紀末までハザールの首都として栄えた町。イティル（アティル）とは「大きな川」の意味であり、トルコ語ではヴォルガ川のことを指す言葉でもある。
イティルはカスピ海の北西岸、ヴォルガ川河口部のヴォルガ・デルタに位置した。737年にハザールがウマイヤ朝との戦争に敗れた後、イティルはハザール王国の首都となった。ペルシア人旅行者の Ibn Khordadbeh の記述ほか、9世紀のアラビア語の文献に登場する「ハムリジ」（Khamlij）というハザールの首都はこのイティルのことではないかと考えられている。イティルの名は10世紀の文献から登場しているが、その当時は東西交易の拠点として繁栄し、街はヴォルガ川とその分流で三つの部分に分けられていた。一番西の部分は行政の中心で、役所や軍隊の駐屯地などがあった。一番東側は新しく作られた街区で商業の中心になっており、公衆浴場や店が並んでいた。これらの中間のヴォルガ川中州にあったのは宗教的な権威者であるカガンと、軍の将軍で事実上の支配者であるカガン・ベクの宮殿であった。中州は両岸の街区とは浮橋で結ばれていた。アラブの文献によれば、イティルは両岸の町のうちの一方の名で、もう一方はハザラン（Khazaran）だったともいう。
イティルに住む民族やその宗教は多様であった。ユダヤ教徒、キリスト教徒、イスラム教徒、シャーマニズムやペイガニズムの信徒がおり、ハザール国外からの貿易商も多かった。各宗教集団は独自の聖堂を持ち、住民の争いの解決のため7人ほどの判事が各宗教集団から選ばれた（2人のキリスト教徒、3人のユダヤ教徒、2人のイスラム教徒、その他の宗教から1人）。
キエフ大公国のスヴャトスラフ1世はハザールを破り、968年（または969年）にイティルの街を占領しこれを略奪した。イブン・ハウカル（Ibn Hawqal）やムカッダスィー（al-Muqaddasi）らはこの直後のイティルについて触れ、再建されたことを示唆している。しかしアル＝ビールーニーの11世紀半ばの文献ではイティルはまた廃墟になっていることが書かれており、近くに新たに建設されたサクスィーン（Saqsin、11世紀から13世紀にかけ栄えた）には触れられておらず、イティルは11世紀半ばに再度滅ぼされたことが推測される。
イティルの場所は、考古学者による遺跡調査ではまだ断定されていない。カスピ海の水位上昇で水没したという仮説も唱えられた。しかし2003年にアストラハン国立大学のディミトリ・ヴァシリエフによる調査で、アストラハンの南南西40kmのヴォルガ・デルタの村・サモスデルカ（Samosdelka）近くの遺跡が発掘され、その遺物はハザールやオグズ、ブルガールの文化に関連するとされた。ヴァシリエフはこの結果からこの遺跡がサクスィーンではないかと推測した。この遺跡についてはまだ結論は出ていないが、ヴァシリエフは2006年にはサモスデルカ遺跡のより深い地層はイティルのものと考えられるという発表を行った。

## 関連文献・サイト
- Barthold, W. (1996). "Khazar". Encyclopaedia of Islam (Brill Online). Eds.: P. Bearman , Th. Bianquis , C.E. Bosworth , E. van Donzel and W.P. Heinrichs. Brill.
- Kevin Alan Brook. The Jews of Khazaria. 2nd ed. Rowman & Littlefield Publishers, Inc, 2006.
- Douglas Morton Dunlop (1997). "Itil". Encyclopedia Judaica (CD-ROM Edition Version 1.0). Ed. Cecil Roth. Keter Publishing House. ISBN 965-07-0665-8
- Douglas M. Dunlop. The History of the Jewish Khazars, Princeton, N.J.: Princeton University Press, 1954.
- Peter B. Golden. Khazar Studies: An Historio-Philological Inquiry into the Origins of the Khazars. Budapest: Akademia Kiado, 1980.
- Norman Golb and Omeljan Pritsak, Khazarian Hebrew Documents of the Tenth Century. Ithaca: Cornell Univ. Press, 1982.
- Thomas S. Noonan. "The Khazar Economy." Archivum Eurasiae Medii Aevi 9 (1995-1997): 253-318.
- Thomas S. Noonan. "Les Khazars et le commerce oriental." Les Échanges au Moyen Age: Justinien, Mahomet, Charlemagne: trois empires dans l'économie médiévale, pp. 82-85. Dijon: Editions Faton S.A., 2000.
- Thomas S. Noonan. "The Khazar Qaghanate and its Impact on the Early Rus' State: The translatio imperii from Itil to Kiev." Nomads in the Sedentary World, eds. Anatoly Mikhailovich Khazanov and André Wink, pp. 76-102. Richmond, England: Curzon Press, 2001.
- Omeljan Pritsak. "The Khazar Kingdom's Conversion to Judaism." (Journal Article in Harvard Ukrainian Studies, 1978)
- D.Vasilyev (Д. Васильев), "The Itil Dream (at the excavation site of the ancient capital of the Khazar Khaganate)" (Итиль-мечта (на раскопках древнего центра Хазарского каганата))